# أولكسندر إيفانوف
أولكسندر ايفانوف (23 نوفمبر 1965 بخاركيف في أوكرانيا - ) هو مدرب كرة قدم ولاعب كرة قدم أوكراني (وحمل سابقاً جنسية الاتحاد السوفيتي) في مركزي الوسط والهجوم. لعب مع نادي توركو ونادي دنيبرو دنيبروبتروفسك ونادي فورسكلا بولتافا ونادي ميتاليست خاركيف وFC Nyva Myronivka ‏ وFC Torpedo Zaporizhzhia ‏ وFC Dynamo-2 Kyiv ‏ وهوفيرلا أوجهورود ‏.

## وصلات خارجية
- أولكسندر إيفانوف على موقع اتحاد أوكرانيا (الإنجليزية)
- أولكسندر إيفانوف على موقع قاعدة بيانات كرة القدم.إي يو (الإنجليزية)